# Léopold Dries
Léopold Pol Dries, né le 27 septembre 1901 à Berchem (Anvers) en Belgique et mort le 12 août 1960 dans la même ville, est un footballeur international belge actif durant les années 1920. Il effectue toute sa carrière à Berchem Sport, où il occupe le poste de milieu de terrain. Il est le père de Marcel Dries, qui a également été international belge durant les années 1950.

## Biographie

### En club
Léopold Dries joue ses premiers matches en faveur du Berchem Sport lors de la saison 1920-1921. À l'époque, le club évolue encore en Promotion, le second niveau national. Après deux saisons, il atteint la Division d'Honneur.
L'équipe s'installe comme une valeur sûre de l'élite nationale et Léopold Dries en est un des maîtres à jouer en milieu de terrain. Ses bonnes prestations sont récompensées par trois sélections en équipe nationale belge lors de la saison 1924-1925. Le joueur ne sera plus appelé ensuite et se concentre sur sa carrière à Berchem Sport. Malheureusement, le club termine à la dernière place en 1933 et se voit renvoyé au niveau inférieur, après onze saisons jouées parmi l'élite. Léopold Dries choisit alors de mettre un terme à sa carrière de joueur.

### En sélections nationales
Léopold Dries est convoqué à trois reprises en équipe nationale belge, pour autant de matches joués. Il joue son premier match international le 11 novembre 1924, face à la France, et son dernier le 15 mars 1925 à domicile contre les Pays-Bas.

## Statistiques

### En club
| Saison                | Club                  | Championnat             | Championnat | Championnat | Coupe(s) nationale(s) | Coupe(s) nationale(s) | Total | Total |
| Saison                | Club                  | Division                | M.          | B.          | M.                    | B.                    | M.    | B.    |
| 1920-1921             | Berchem Sport         | Promotion (D2)          | 22          | 10          | -                     | -                     | 22    | 10    |
| 1921-1922             | Berchem Sport         | Promotion (D2)          | 26          | 13          | -                     | -                     | 26    | 13    |
| 1922-1923             | Berchem Sport         | Division d'Honneur (D1) | 15          | 4           | -                     | -                     | 15    | 4     |
| 1923-1924             | Berchem Sport         | Division d'Honneur (D1) | 17          | 1           | -                     | -                     | 17    | 1     |
| 1924-1925             | Berchem Sport         | Division d'Honneur (D1) | 22          | 6           | -                     | -                     | 22    | 6     |
| 1925-1926             | Berchem Sport         | Division d'Honneur (D1) | 26          | 10          | -                     | -                     | 26    | 10    |
| 1926-1927             | Berchem Sport         | Division d'Honneur (D1) | 17          | 4           | -                     | -                     | 17    | 4     |
| 1927-1928             | Berchem Sport         | Division d'Honneur (D1) | 15          | 5           | -                     | -                     | 15    | 5     |
| 1928-1929             | Berchem Sport         | Division d'Honneur (D1) | 2           | 1           | -                     | -                     | 2     | 1     |
| 1929-1930             | Berchem Sport         | Division d'Honneur (D1) | -           | -           | -                     | -                     | 0     | 0     |
| 1930-1931             | Berchem Sport         | Division d'Honneur (D1) | 26          | 3           | -                     | -                     | 26    | 3     |
| 1931-1932             | Berchem Sport         | Division d'Honneur (D1) | 21          | 6           | -                     | -                     | 21    | 6     |
| 1932-1933             | Berchem Sport         | Division d'Honneur (D1) | 20          | 1           | -                     | -                     | 20    | 1     |
| Total sur la carrière | Total sur la carrière | Total sur la carrière   | 229         | 64          | -                     | -                     | 229   | 64    |

### En sélections nationales
| Saison                | Sélection             | Phases finales        | Phases finales | Phases finales | Matchs amicaux | Matchs amicaux | Total | Total |
| Saison                | Sélection             | Compétition           | M              | B              | M              | B              | M     | B     |
| --------------------- | --------------------- | --------------------- | -------------- | -------------- | -------------- | -------------- | ----- | ----- |
| 1924-1925             | Belgique aspirants    | -                     | -              | -              | 1              | 0              | 1     | 0     |
| 1925-1926             | Belgique aspirants    | -                     | -              | -              | 1              | 0              | 1     | 0     |
| Sous-total            | Sous-total            | Sous-total            | -              | -              | 2              | 0              | 2     | 0     |
| 1924-1925             | Belgique              | -                     | -              | -              | 3              | 0              | 3     | 0     |
| Total sur la carrière | Total sur la carrière | Total sur la carrière | -              | -              | 5              | 0              | 5     | 0     |

### Matchs internationaux
| Matchs internationaux de Léopold Dries, | Matchs internationaux de Léopold Dries, | Matchs internationaux de Léopold Dries,  | Matchs internationaux de Léopold Dries, | Matchs internationaux de Léopold Dries, | Matchs internationaux de Léopold Dries, | Matchs internationaux de Léopold Dries, | Matchs internationaux de Léopold Dries, |
| #                                       | Date                                    | Lieu                                     | Adversaire                              | Résultat                                | Compétition                             | Club                                    | Notes                                   |
| --------------------------------------- | --------------------------------------- | ---------------------------------------- | --------------------------------------- | --------------------------------------- | --------------------------------------- | --------------------------------------- | --------------------------------------- |
| 1                                       | 11 novembre 1924                        | Stade du Daring, Bruxelles, Belgique     | France                                  | V 3 - 0                                 | Match amical                            | Berchem Sport                           | Titulaire.                              |
| 2                                       | 8 décembre 1924                         | The Hawthorns, West Bromwich, Angleterre | Angleterre                              | D 0 - 4                                 | Match amical                            | Berchem Sport                           | Titulaire.                              |
| 3                                       | 15 mars 1925                            | Stade olympique, Anvers, Belgique        | Pays-Bas                                | D 0 - 1                                 | Match amical                            | Berchem Sport                           | Titulaire.                              |

| Matchs aspirants de Léopold Dries | Matchs aspirants de Léopold Dries | Matchs aspirants de Léopold Dries             | Matchs aspirants de Léopold Dries | Matchs aspirants de Léopold Dries | Matchs aspirants de Léopold Dries | Matchs aspirants de Léopold Dries | Matchs aspirants de Léopold Dries |
| #                                 | Date                              | Lieu                                          | Adversaire                        | Résultat                          | Compétition                       | Club                              | Notes                             |
| --------------------------------- | --------------------------------- | --------------------------------------------- | --------------------------------- | --------------------------------- | --------------------------------- | --------------------------------- | --------------------------------- |
| 1                                 | 5 octobre 1924                    | Stade Achter de Kazerne, Malines, Belgique    | Luxembourg                        | V 4 - 1                           | Match amical                      | Berchem Sport                     | Titulaire.                        |
| 2                                 | 14 février 1926                   | Stade du Thillenberg, Differdange, Luxembourg | Luxembourg                        | N 1 - 1                           | Match amical                      | Berchem Sport                     | Titulaire.                        |

## Palmarès

### En club
|  |  | Berchem Sport - Championnat de Belgique de deuxième division : - Vice-champion : 1922 |